# 法兰克福区
法兰克福区（德語：Bezirk Frankfurt）是德意志民主共和国的一个区（Bezirk），行政中心为奥得河畔法兰克福。

## 历史
该区与其他东德的十三个区成立于1952年7月25日，替代了德国传统上的联邦州行政区划。1990年10月3日两德统一后，该区成为了勃兰登堡的一部分。

## 下分区划
该区下分12个县（Kreise）：计3个城市县（Stadtkreise）、9个乡村县（Landkreise）。
- 城市县：艾森许滕施塔特、奥得河畔法兰克福、施韦特
- 乡村县：Angermünde、Bad Freienwalde、Beeskow、Bernau、Eberswalde、Eisenhüttenstadt-Land、Fürstenwalde、Seelow、Strausberg